# Halloweentown
Halloweentown is een Disney Channel Original Movie uit 1998 onder regie van Duwayne Dunham.

## Verhaal
Marnie, Sophie en Dylan Piper zijn jonge kinderen. Ze schrikken als blijkt dat ze toverkrachten hebben. Ook hun moeder en grootmoeder zijn heksen. Voordat ze hier mee om kunnen gaan, belanden ze onmiddellijk in een gevaarlijke situatie waarbij deze krachten moet worden toegepast.

## Rolverdeling
| Acteur            | Personage                 |
| ----------------- | ------------------------- |
| Kimberly J. Brown | Marnie Piper              |
| Debbie Reynolds   | Splendora Agatha Cromwell |
| Judith Hoag       | Gwen Piper                |
| Joey Zimmerman    | Dylan Piper               |
| Emily Roeske      | Sophie Piper              |
| Phillip Van Dyke  | Luke                      |